# Pablo Villamar
Pablo Villamar Díaz, nascido em Narón em 1961, é um político galego, vice-presidente da Deputação da Corunha desde 2007.
Técnico de organização da empresa Navantia, acedeu ao mundo da política no ano 1977. Unido ao nacionalismo galego desde jovem passou a fazer parte do Bloco Nacionalista Galego, e baixo este partido desde o ano 1999 assumiu cargos institucionais de relevancia. Primeiro como vereador de Narón entre os anos 1999 e 2003, mais tarde obtendo o acta de deputado pela província da Corunha dedicado à areia de turismo (2003-2007), e finalmente como vice-presidente da Deputação da Corunha, cargo que adquiriu no ano 2007 e que mantém na actualidade.